# 菱鐵閃石
菱鐵閃石（英語：Cummingtonite)，也叫镁铁闪石，是一種變質角閃石，化學成分為◻{Mg
2}{Mg
5}(Si
8O
22)(OH)
2，氫氧化矽酸鎂。屬單斜晶系，與直閃石為同質異形體，後者屬，是一種更常見的富鎂角閃石，而且是亞穩態。
菱鐵閃石與鹼性角閃石（例如钠钙闪石、蓝闪石-铁鈉閃石）在組成上幾乎沒有有相似之處。由於晶体惯态不同，以及角閃石結構中鹼金屬元素與鐵鎂元素之間不能相互替代，這些礦物之間的固溶体溶解度很小。

## 命名和發現
菱鐵閃石以馬薩諸塞州康明顿镇命名，它於1824年在那裡被發現，后也在瑞典、南非、蘇格蘭和新西蘭等地被陸續發現。

## 化學
菱鐵閃石是和铁闪石（grunerite）形成固溶體系列，其範圍從鎂菱鐵閃石（magnesiocummingtonite）的 Mg7Si8O22(OH)2 到富含鐵的铁闪石Fe7Si8O22(OH)2。菱鐵閃石被定義爲含Fe7Si8O22(OH)2 30% 至 70% 的的礦物。 因此，菱鐵閃石是系列中間礦物。
在菱鐵閃石中，錳在B位原子還取代了Fe和Mg。 這些礦物產生於高品位變質帶狀鐵礦層中，構成介於 Mn2Mg5Si8O22(OH)2锰镁闪石（tirodite）和 Mn2Fe5Si8O22(OH)2锰铁闪石（dannemorite）之間固溶體系列。
菱鐵閃石中的鈣、鈉和鉀濃度很低。與直閃石相比菱鐵閃石含鈣量高，但含三價鐵和鋁量較低。
褐石綿（英語：Amosite）是一種稀有的石棉狀铁闪石，僅在南非德蘭士瓦省東部開採。 其名稱取自Amosa，即“南非石棉礦”礦業公司的首字母縮寫。

## 產狀

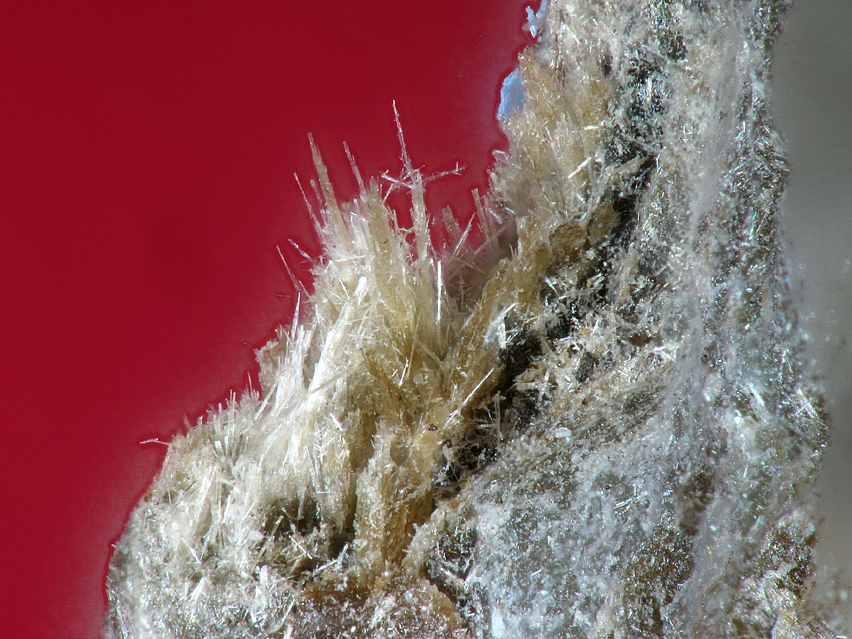
纖維狀褐色菱鐵閃石- 產地：瑞典烏普蘭烏普薩拉縣 Dannemora 礦

菱鐵閃石通常產於於變質富鎂岩石中，例如角閃岩中。 與角閃石或陽起石、鎂斜綠石綠泥石、滑石、蛇紋石-反蛇纹石（antigorite）。或變質輝石共生。 富鎂菱鐵閃石也可與直閃石共生。
在英安岩等一些長英質火山岩中也發現了菱鐵閃石。富錳菱鐵閃石通常產生在變質的富錳岩石中。铁闪石產於蘇必利爾湖地區和拉布拉多海槽中變質鐵層内。 隨變質作用增加，菱鐵閃石和铁闪石變質為橄欖石和輝石系列中的礦物成員。